# The Cranberries/Diskografie
Diese Diskografie ist eine Übersicht über die musikalischen Werke der irischen Rockband The Cranberries. Den Quellenangaben zufolge hat sie bisher mehr als 40 Millionen Tonträger verkauft. Ihre erfolgreichste Veröffentlichung ist das zweite Studioalbum No Need to Argue mit über 17 Millionen verkauften Einheiten.

## Alben

### Studioalben
| Jahr | Titel Musiklabel                                                  | Höchstplatzierung, Gesamtwochen, AuszeichnungChartplatzierungen (Jahr, Titel, Musiklabel, Platzierungen, Wochen, Auszeichnungen, Anmerkungen) | Höchstplatzierung, Gesamtwochen, AuszeichnungChartplatzierungen (Jahr, Titel, Musiklabel, Platzierungen, Wochen, Auszeichnungen, Anmerkungen) | Höchstplatzierung, Gesamtwochen, AuszeichnungChartplatzierungen (Jahr, Titel, Musiklabel, Platzierungen, Wochen, Auszeichnungen, Anmerkungen) | Höchstplatzierung, Gesamtwochen, AuszeichnungChartplatzierungen (Jahr, Titel, Musiklabel, Platzierungen, Wochen, Auszeichnungen, Anmerkungen) | Höchstplatzierung, Gesamtwochen, AuszeichnungChartplatzierungen (Jahr, Titel, Musiklabel, Platzierungen, Wochen, Auszeichnungen, Anmerkungen) | Höchstplatzierung, Gesamtwochen, AuszeichnungChartplatzierungen (Jahr, Titel, Musiklabel, Platzierungen, Wochen, Auszeichnungen, Anmerkungen) | Anmerkungen                                                  |
| Jahr | Titel Musiklabel                                                  | DE | AT | CH | UK | US | IE | Anmerkungen                                                  |
| ---- | ----------------------------------------------------------------- | --- | --- | --- | --- | --- | --- | ------------------------------------------------------------ |
| 1993 | Everybody Else Is Doing It, So Why Can’t We? Island Records (BMG) | DE18 (18 Wo.)DE | — | — | UK1 ×2Doppelplatin · (95 Wo.)UK | US18 ×5Fünffachplatin · (136 Wo.)US | IE23 a ×3Dreifachplatin · (36 Wo.)IE | Erstveröffentlichung: 1. März 1993 Verkäufe: + 6.055.000     |
| 1994 | No Need to Argue Island Records (BMG)                             | DE1 Platin · (47 Wo.)DE | AT1 Platin · (24 Wo.)AT | CH2 Platin · (50 Wo.)CH | UK2 ×3Dreifachplatin · (98 Wo.)UK | US6 ×7Siebenfachplatin · (90 Wo.)US | IE16 b (4 Wo.)IE | Erstveröffentlichung: 3. Oktober 1994 Verkäufe: + 17.000.000 |
| 1996 | To the Faithful Departed Island Records (BMG)                     | DE2 Gold · (28 Wo.)DE | AT5 Gold · (18 Wo.)AT | CH3 Gold · (23 Wo.)CH | UK2 Gold · (20 Wo.)UK | US4 ×2Doppelplatin · (51 Wo.)US | — | Erstveröffentlichung: 29. April 1996 Verkäufe: + 2.555.000   |
| 1999 | Bury the Hatchet Island Records (Polygram)                        | DE1 Gold · (37 Wo.)DE | AT2 Gold · (19 Wo.)AT | CH1 Platin · (24 Wo.)CH | UK7 Gold · (6 Wo.)UK | US13 Gold · (10 Wo.)US | IE67 c Platin · (1 Wo.)IE | Erstveröffentlichung: 19. April 1999 Verkäufe: + 1.912.500   |
| 2001 | Wake Up and Smell the Coffee MCA Records (UMG)                    | DE7 (6 Wo.)DE | AT17 (6 Wo.)AT | CH6 Gold · (15 Wo.)CH | UK61 (1 Wo.)UK | US46 (4 Wo.)US | IE9 (5 Wo.)IE | Erstveröffentlichung: 22. Oktober 2001 Verkäufe: + 320.000   |
| 2012 | Roses Cooking Vinyl (Cooking Vinyl)                               | DE13 (4 Wo.)DE | AT28 (2 Wo.)AT | CH10 (7 Wo.)CH | UK37 (2 Wo.)UK | US51 (2 Wo.)US | IE17 (3 Wo.)IE | Erstveröffentlichung: 27. Februar 2012 Verkäufe: + 10.000    |
| 2017 | Something Else BMG Rights Management (BMG)                        | DE60 (2 Wo.)DE | — | CH43 (4 Wo.)CH | UK18 (2 Wo.)UK | — | IE17 (6 Wo.)IE | Erstveröffentlichung: 28. April 2017                         |
| 2019 | In the End BMG Rights Management (BMG)                            | DE8 (3 Wo.)DE | AT16 (1 Wo.)AT | CH5 (5 Wo.)CH | UK10 (2 Wo.)UK | US119 (1 Wo.)US | IE3 (6 Wo.)IE | Erstveröffentlichung: 26. April 2019                         |

grau schraffiert: keine Chartdaten aus diesem Jahr verfügbar

### Livealben
| Jahr | Titel Musiklabel                                                    | Anmerkungen                |
| ---- | ------------------------------------------------------------------- | -------------------------- |
| 2010 | Bualadh Bos – The Cranberries Live Island Def Jam Music Group (UMG) | Erstveröffentlichung: 2010 |
| 2010 | Live 2010 Concert Live                                              | Erstveröffentlichung: 2010 |
| 2012 | London 2012: Live at The Hammersmith Apollo Concert Live            | Erstveröffentlichung: 2012 |

### Kompilationen
| Jahr | Titel Musiklabel                                                   | Höchstplatzierung, Gesamtwochen, AuszeichnungChartplatzierungen (Jahr, Titel, Musiklabel, Platzierungen, Wochen, Auszeichnungen, Anmerkungen) | Höchstplatzierung, Gesamtwochen, AuszeichnungChartplatzierungen (Jahr, Titel, Musiklabel, Platzierungen, Wochen, Auszeichnungen, Anmerkungen) | Höchstplatzierung, Gesamtwochen, AuszeichnungChartplatzierungen (Jahr, Titel, Musiklabel, Platzierungen, Wochen, Auszeichnungen, Anmerkungen) | Höchstplatzierung, Gesamtwochen, AuszeichnungChartplatzierungen (Jahr, Titel, Musiklabel, Platzierungen, Wochen, Auszeichnungen, Anmerkungen) | Höchstplatzierung, Gesamtwochen, AuszeichnungChartplatzierungen (Jahr, Titel, Musiklabel, Platzierungen, Wochen, Auszeichnungen, Anmerkungen) | Höchstplatzierung, Gesamtwochen, AuszeichnungChartplatzierungen (Jahr, Titel, Musiklabel, Platzierungen, Wochen, Auszeichnungen, Anmerkungen) | Anmerkungen                                                    |
| Jahr | Titel Musiklabel                                                   | DE | AT | CH | UK | US | IE | Anmerkungen                                                    |
| ---- | ------------------------------------------------------------------ | --- | --- | --- | --- | --- | --- | -------------------------------------------------------------- |
| 2002 | Stars – The Best of the Cranberries 1992–2002 Island Records (UMG) | DE23 Gold · (6 Wo.)DE | AT16 (10 Wo.)AT | CH4 Gold · (15 Wo.)CH | UK16 Platin · (8 Wo.)UK | US16 (3 Wo.)US | IE4 (46 Wo.)IE | Erstveröffentlichung: 16. September 2002 Verkäufe: + 1.060.000 |
| 2013 | Dreams – The Collection Spectrum Music                             | — | — | — | UK44 Gold · (6 Wo.)UK | — | IE3 (142 Wo.)IE | Erstveröffentlichung: 21. Februar 2013 Verkäufe: + 100.000     |
| 2025 | Dreaming My Dreams with You UMG Recordings                         | — | — | — | — | — | — | Erstveröffentlichung: 7. Februar 2025 Verkäufe: + 80.000       |

### EPs
| Jahr | Titel Musiklabel                  | Anmerkungen                                                      |
| ---- | --------------------------------- | ---------------------------------------------------------------- |
| 1990 | Anything Xeric Records            | Erstveröffentlichung: Januar 1990 als The Cranberry Saw Us       |
| 1990 | Water Circle Xeric Records        | Erstveröffentlichung: 1990 als The Cranberry Saw Us              |
| 1990 | Nothing Left at All Xeric Records | Erstveröffentlichung: 27. Dezember 1990 als The Cranberry Saw Us |
| 1991 | Uncertain Xeric Records           | Erstveröffentlichung: 28. Oktober 1991                           |
| 1995 | Doors and Windows Island Records  | Erstveröffentlichung: 1995                                       |
| 1999 | Loud and Clear Island Records     | Erstveröffentlichung: 1999                                       |

## Singles
| Jahr | Titel Album                                         | Höchstplatzierung, Gesamtwochen, AuszeichnungChartplatzierungen (Jahr, Titel, Album, Platzierungen, Wochen, Auszeichnungen, Anmerkungen) | Höchstplatzierung, Gesamtwochen, AuszeichnungChartplatzierungen (Jahr, Titel, Album, Platzierungen, Wochen, Auszeichnungen, Anmerkungen) | Höchstplatzierung, Gesamtwochen, AuszeichnungChartplatzierungen (Jahr, Titel, Album, Platzierungen, Wochen, Auszeichnungen, Anmerkungen) | Höchstplatzierung, Gesamtwochen, AuszeichnungChartplatzierungen (Jahr, Titel, Album, Platzierungen, Wochen, Auszeichnungen, Anmerkungen) | Höchstplatzierung, Gesamtwochen, AuszeichnungChartplatzierungen (Jahr, Titel, Album, Platzierungen, Wochen, Auszeichnungen, Anmerkungen) | Höchstplatzierung, Gesamtwochen, AuszeichnungChartplatzierungen (Jahr, Titel, Album, Platzierungen, Wochen, Auszeichnungen, Anmerkungen) | Anmerkungen                                                   | [↑]: gemeinsam behandelt mit vorhergehendem Eintrag; [←]: in beiden Charts platziert |
| Jahr | Titel Album                                         | DE | AT | CH | UK | US | IE | Anmerkungen                                                   |                                                                                      |
| ---- | --------------------------------------------------- | --- | --- | --- | --- | --- | --- | ------------------------------------------------------------- | ------------------------------------------------------------------------------------ |
| 1992 | Dreams Everybody Else Is Doing It, So Why Can’t We? | — | — | CH77 (1 Wo.)CH | UK27 Platin · (8 Wo.)UK | US42 (20 Wo.)US | IE9 (9 Wo.)IE | Erstveröffentlichung: 29. September 1992 Verkäufe: + 755.000  |                                                                                      |
| 1993 | Linger Everybody Else Is Doing It, So Why Can’t We? | — | — | — | UK14 ×2Doppelplatin · (15 Wo.)UK | US8 Gold · (24 Wo.)US | IE3 (13 Wo.)IE | Erstveröffentlichung: 8. Februar 1993 Verkäufe: + 1.935.000   |                                                                                      |
| 1994 | Zombie No Need to Argue                             | DE1 Platin · (28 Wo.)DE | AT2 Gold · (24 Wo.)AT | CH2 (31 Wo.)CH | UK14 ×3Dreifachplatin · (13 Wo.)UK | — | IE3 (15 Wo.)IE | Erstveröffentlichung: 1. September 1994 Verkäufe: + 2.965.000 |                                                                                      |
| 1994 | Ode to My Family No Need to Argue                   | DE29 (17 Wo.)DE | — | — | UK26 Silber · (8 Wo.)UK | — | IE16 (7 Wo.)IE | Erstveröffentlichung: 21. November 1994 Verkäufe: + 265.000   |                                                                                      |
| 1995 | I Can’t Be with You No Need to Argue                | — | — | — | UK23 (5 Wo.)UK | — | IE21 (2 Wo.)IE | Erstveröffentlichung: 14. Februar 1995                        |                                                                                      |
| 1995 | Ridiculous Thoughts No Need to Argue                | — | — | — | UK20 (3 Wo.)UK | — | IE23 (3 Wo.)IE | Erstveröffentlichung: 31. Juli 1995                           |                                                                                      |
| 1996 | Salvation To the Faithful Departed                  | DE44 (10 Wo.)DE | AT27 (4 Wo.)AT | CH35 (5 Wo.)CH | UK13 (10 Wo.)UK | — | IE8 (6 Wo.)IE | Erstveröffentlichung: 6. April 1996 Verkäufe: + 5.000         |                                                                                      |
| 1996 | Free to Decide To the Faithful Departed             | DE94 (3 Wo.)DE | — | — | UK33 (4 Wo.)UK | US22 (20 Wo.)US | IE28 (2 Wo.)IE | Erstveröffentlichung: 30. Juni 1996                           |                                                                                      |
| 1996 | When You’re Gone To the Faithful Departed           | DE94 (1 Wo.)DE | — | — | —[US: ↑] | US22 (20 Wo.)US | IE21 (3 Wo.)IE | Erstveröffentlichung: 3. November 1996 Verkäufe: + 20.000     |                                                                                      |
| 1999 | Promises Bury the Hatchet                           | DE45 (6 Wo.)DE | AT37 (4 Wo.)AT | CH19 (8 Wo.)CH | UK13 (5 Wo.)UK | — | IE19 (4 Wo.)IE | Erstveröffentlichung: 10. März 1999                           |                                                                                      |
| 1999 | Animal Instinct Bury the Hatchet                    | DE72 (7 Wo.)DE | — | — | UK54 (2 Wo.)UK | — | — | Erstveröffentlichung: 5. Juli 1999                            |                                                                                      |
| 1999 | Just My Imagination Bury the Hatchet                | DE77 (8 Wo.)DE | — | — | — | — | — | Erstveröffentlichung: 20. September 1999 Verkäufe: + 50.000   |                                                                                      |
| 2001 | Analyse Wake Up and Smell the Coffee                | — | — | CH43 (11 Wo.)CH | UK89 (1 Wo.)UK | — | IE28 (2 Wo.)IE | Erstveröffentlichung: 8. Oktober 2001                         |                                                                                      |
| 2001 | Time Is Ticking Out Wake Up and Smell the Coffee    | — | — | — | — | — | — | Erstveröffentlichung: 2001                                    |                                                                                      |
| 2002 | Stars Stars – The Best of the Cranberries 1992–2002 | — | — | — | — | — | — | Erstveröffentlichung: 2002                                    |                                                                                      |
| 2017 | Linger (Acoustic) Something Else                    | — | — | — | — | — | — | Erstveröffentlichung: 14. März 2017                           |                                                                                      |
| 2017 | Why Something Else                                  | — | — | — | — | — | — | Erstveröffentlichung: 20. März 2017                           |                                                                                      |
| 2019 | All Over Now In The End                             | — | — | — | — | — | — | Erstveröffentlichung: 11. Januar 2019                         |                                                                                      |
| 2019 | Wake Me When It’s Over In The End                   | — | — | — | — | — | — | Erstveröffentlichung: 22. März 2019                           |                                                                                      |

## Videoalben und Musikvideos

### Videoalben
| Jahr | Titel Musiklabel                                 | Höchstplatzierung, Gesamtwochen, AuszeichnungChartplatzierungen (Jahr, Titel, Musiklabel, Platzierungen, Wochen, Auszeichnungen, Anmerkungen) | Höchstplatzierung, Gesamtwochen, AuszeichnungChartplatzierungen (Jahr, Titel, Musiklabel, Platzierungen, Wochen, Auszeichnungen, Anmerkungen) | Höchstplatzierung, Gesamtwochen, AuszeichnungChartplatzierungen (Jahr, Titel, Musiklabel, Platzierungen, Wochen, Auszeichnungen, Anmerkungen) | Höchstplatzierung, Gesamtwochen, AuszeichnungChartplatzierungen (Jahr, Titel, Musiklabel, Platzierungen, Wochen, Auszeichnungen, Anmerkungen) | Höchstplatzierung, Gesamtwochen, AuszeichnungChartplatzierungen (Jahr, Titel, Musiklabel, Platzierungen, Wochen, Auszeichnungen, Anmerkungen) | Höchstplatzierung, Gesamtwochen, AuszeichnungChartplatzierungen (Jahr, Titel, Musiklabel, Platzierungen, Wochen, Auszeichnungen, Anmerkungen) | Anmerkungen                |
| Jahr | Titel Musiklabel                                 | DE | AT | CH | UK | US | IE | Anmerkungen                |
| ---- | ------------------------------------------------ | --- | --- | --- | --- | --- | --- | -------------------------- |
| 1994 | The Cranberries Live                             | — | — | — | UK9 (17 Wo.)UK | — | — | Erstveröffentlichung: 1994 |
| 2001 | Beneath the Skin – Live in Paris                 | — | — | — | — | — | — | Erstveröffentlichung: 2001 |
| 2002 | Beneath the Skin – Live in Paris – 2             | — | — | — | — | — | — | Erstveröffentlichung: 2002 |
| 2002 | Stars – The Best of 1992–2002                    | — | — | — | — | — | — | Erstveröffentlichung: 2002 |
| 2005 | 20th Century Masters Collection: The Cranberries | — | — | — | — | — | — | Erstveröffentlichung: 2005 |
| 2007 | Gold Collection – The Videos                     | — | — | — | — | — | — | Erstveröffentlichung: 2007 |

grau schraffiert: keine Chartdaten aus diesem Jahr verfügbar

### Musikvideos
- 1991: Uncertain
- 1993: Linger
- 1994: Dreams
- 1994: Zombie
- 1995: Ode to My Family
- 1995: I Can’t Be with You
- 1995: Ridiculous Thoughts
- 1996: Salvation
- 1996: Free to Decide
- 1996: When You’re Gone
- 1999: Promises
- 1999: Animal Instinct
- 1999: Just My Imagination
- 2000: You & Me
- 2001: Analyse
- 2002: Time Is Ticking Out
- 2002: This Is the Day
- 2002: Stars
- 2012: Tomorrow
- 2019: All Over Now
- 2019: Wake Me When It’s Over

## Boxsets
| Jahr | Titel Musiklabel                                  | Anmerkungen                      |
| ---- | ------------------------------------------------- | -------------------------------- |
| 2002 | The Treasure Box Island Def Jam Music Group (UMG) | Erstveröffentlichung: April 2002 |

## Promoveröffentlichungen
| Jahr | Titel Album                                  | Anmerkungen                            |
| ---- | -------------------------------------------- | -------------------------------------- |
| 1996 | Hollywood To the Faithful Departed           | Erstveröffentlichung: 1996             |
| 1999 | You and Me Bury the Hatchet                  | Erstveröffentlichung: 1999             |
| 2002 | This Is the Day Wake Up and Smell the Coffee | Erstveröffentlichung: 2002             |
| 2011 | Tomorrow Roses                               | Erstveröffentlichung: 5. Dezember 2011 |

## Sonderveröffentlichungen

### Kompilationen
| Jahr | Titel Album                                                                   | Anmerkungen                                                      |
| ---- | ----------------------------------------------------------------------------- | ---------------------------------------------------------------- |
| 2005 | 20th Century Masters – The Millennium Collection: The Best of The Cranberries | Erstveröffentlichung: 2005 Teil der Reihe „20th Century Masters“ |
| 2008 | Gold                                                                          | Erstveröffentlichung: 2008 Teil der Reihe „Gold“                 |
| 2010 | Icon: The Cranberries                                                         | Erstveröffentlichung: 2010 Teil der Reihe „Icon“                 |

### Soundtrackbeiträge
- Dreams ist in den Filmen Kaffee, Milch & Zucker (Boys on the Side), e-m@il für Dich, Mission: Impossible, Karate Kid IV – Die nächste Generation, Chungking Express und Taschengeld sowie den Serien Willkommen im Leben (1–3), Schooled und Ted Lasso zu hören.
- Pretty ist am Ende des Films Prêt-à-Porter zu hören.
- Der Song Away begleitete eine Szene der Komödie Clueless – Was sonst!.
- In dem Film Vertrauter Feind sind sie mit dem Song God Be with You vertreten.
- In der Fernsehserie Charmed – Zauberhafte Hexen traten The Cranberries in Pipers Club P3 mit Just My Imagination auf (2. Staffel, 1999).
- Im Kinofilm Klick (2006) trat Dolores O’Riordan als Sängerin bei einer Hochzeit auf und sang dort den Song Linger in einer Swingversion.
- Der Song I Can’t Be with You wird häufig in der Fernsehserie Derry Girls verwendet.

## Statistik

### Chartauswertung
|                     | DE    | AT    | CH    | UK     | US    | IE    |
| ------------------- | ----- | ----- | ----- | ------ | ----- | ----- |
| Nummer-eins-Alben   | DE2DE | AT1AT | CH1CH | UK1UK  | US—US | IE—IE |
| Top-10-Alben        | DE5DE | AT3AT | CH7CH | UK5UK  | US2US | IE4IE |
| Alben in den Charts | DE9DE | AT7AT | CH8CH | UK10UK | US8US | IE9IE |

|                       | DE    | AT    | CH    | UK     | US    | IE     |
| --------------------- | ----- | ----- | ----- | ------ | ----- | ------ |
| Nummer-eins-Singles   | DE1DE | AT—AT | CH—CH | UK—UK  | US—US | IE—IE  |
| Top-10-Singles        | DE1DE | AT1AT | CH1CH | UK—UK  | US1US | IE4IE  |
| Singles in den Charts | DE8DE | AT3AT | CH5CH | UK11UK | US3US | IE11IE |

|                          | DE    | AT    | CH    | UK    | US    | IE    |
| ------------------------ | ----- | ----- | ----- | ----- | ----- | ----- |
| Nummer-eins-Videoalben   | DE—DE | AT—AT | CH—CH | UK1UK | US—US | IE—IE |
| Top-10-Videoalben        | DE—DE | AT—AT | CH—CH | UK1UK | US—US | IE—IE |
| Videoalben in den Charts | DE—DE | AT—AT | CH—CH | UK—UK | US—US | IE—IE |

### Auszeichnungen für Musikverkäufe
| Land/RegionAuszeichnungen für Musikverkäufe (Land/Region, Auszeichnungen, Verkäufe, Quellen) | Silber  | Gold       | Platin         | Diamant  | Verkäufe    | Quellen                                                     |
| -------------------------------------------------------------------------------------------- | ------- | ---------- | -------------- | -------- | ----------- | ----------------------------------------------------------- |
| Argentinien (CAPIF)                                                                          | —       | 2× Gold2   | Platin1        | —        | 110.000     | capif.org.ar (Memento vom 6. Juli 2011 im Internet Archive) |
| Australien (ARIA)                                                                            | —       | 2× Gold2   | 9× Platin9     | —        | 700.000     | aria.com.au                                                 |
| Belgien (BRMA)                                                                               | —       | 2× Gold2   | 2× Platin2     | —        | 150.000     | ultratop.be                                                 |
| Brasilien (PMB)                                                                              | —       | 2× Gold2   | 2× Platin2     | —        | 140.000     | pro-musicabr.org.br                                         |
| Dänemark (IFPI)                                                                              | —       | Gold1      | 6× Platin6     | —        | 220.000     | ifpi.dk                                                     |
| Deutschland (BVMI)                                                                           | —       | 3× Gold3   | 2× Platin2     | —        | 1.650.000   | musikindustrie.de                                           |
| Europa (IFPI)                                                                                | —       | —          | 8× Platin8     | —        | (8.000.000) | ifpi.org (Memento vom 1. Januar 2014 im Internet Archive)   |
| Finnland (IFPI)                                                                              | —       | Gold1      | —              | —        | 31.876      | ifpi.fi                                                     |
| Frankreich (SNEP)                                                                            | —       | 3× Gold3   | 2× Platin2     | Diamant1 | 1.900.000   | infodisc.fr                                                 |
| Irland (IRMA)                                                                                | —       | —          | 4× Platin4     | —        | 60.000      | Einzelnachweise                                             |
| Italien (FIMI)                                                                               | —       | 6× Gold6   | 3× Platin3     | —        | 425.000     | fimi.it                                                     |
| Japan (RIAJ)                                                                                 | —       | Gold1      | —              | —        | 100.000     | riaj.or.jp                                                  |
| Kanada (MC)                                                                                  | —       | Gold1      | 10× Platin10   | —        | 1.050.000   | musiccanada.com                                             |
| Mexiko (AMPROFON)                                                                            | —       | 3× Gold3   | —              | —        | 185.000     | amprofon.com.mx                                             |
| Neuseeland (RMNZ)                                                                            | —       | 2× Gold2   | 25× Platin25   | —        | 552.500     | radioscope.co.nz NZ2                                        |
| Niederlande (NVPI)                                                                           | —       | —          | Platin1        | —        | 100.000     | nvpi.nl                                                     |
| Norwegen (IFPI)                                                                              | —       | —          | 2× Platin2     | —        | 80.000      | ifpi.no (Memento vom 5. November 2012 im Internet Archive)  |
| Österreich (IFPI)                                                                            | —       | 3× Gold3   | Platin1        | —        | 125.000     | ifpi.at                                                     |
| Philippinen (PARI)                                                                           | —       | —          | Platin1        | —        | 40.000      | Einzelnachweise                                             |
| Polen (ZPAV)                                                                                 | —       | 3× Gold3   | Platin1        | —        | 210.000     | olis.pl                                                     |
| Portugal (AFP)                                                                               | —       | Gold1      | —              | —        | 5.000       | Einzelnachweise                                             |
| Schweden (IFPI)                                                                              | —       | Gold1      | Platin1        | —        | 150.000     | sverigetopplistan.se                                        |
| Schweiz (IFPI)                                                                               | —       | 3× Gold3   | 2× Platin2     | —        | 165.000     | hitparade.ch                                                |
| Spanien (Promusicae)                                                                         | —       | 3× Gold3   | 10× Platin10   | —        | 950.000     | elportaldemusica.es ES2                                     |
| Vereinigte Staaten (RIAA)                                                                    | —       | 2× Gold2   | 15× Platin15   | —        | 15.600.000  | riaa.com                                                    |
| Vereinigtes Königreich (BPI)                                                                 | Silber1 | 3× Gold3   | 11× Platin11   | —        | 5.300.000   | bpi.co.uk                                                   |
| Insgesamt                                                                                    | Silber1 | 48× Gold48 | 119× Platin119 | Diamant1 |             |                                                             |